# قصر الأميرة سميحة كامل
قصر الأميرة سميحة كامل هو قصر يقع في حي الزمالك بمدينة القاهرة قام ببنائه تاجر غلال يهودي يدعى القطاوي باشا، نال إعجاب الأميرة سميحة حسين كامل، ابنة السلطان حسين كامل، فاشترته من التاجر عام 1942م، وأدخلت بعض التعديلات على القصر بما يتناسب مع ذوقها.
حولت الأميرة سميحة القصر إلى صالون ثقافي لإقامة الندوات والأمسيات الفنية والحفلات الغنائية. وعاشت هي بالقصر حتى وفاتها في عام 1984 وتركت وصية بتخصيص القصر لخدمة الثقافة، وبالفعل تم تجديد القصر في عام 1992، وتحول بعدها لمكتبة القاهرة الكبرى في يناير 1995، وتم تسجيل القصر في عام 2011 كأثر إسلامي.